# Simon Vouet

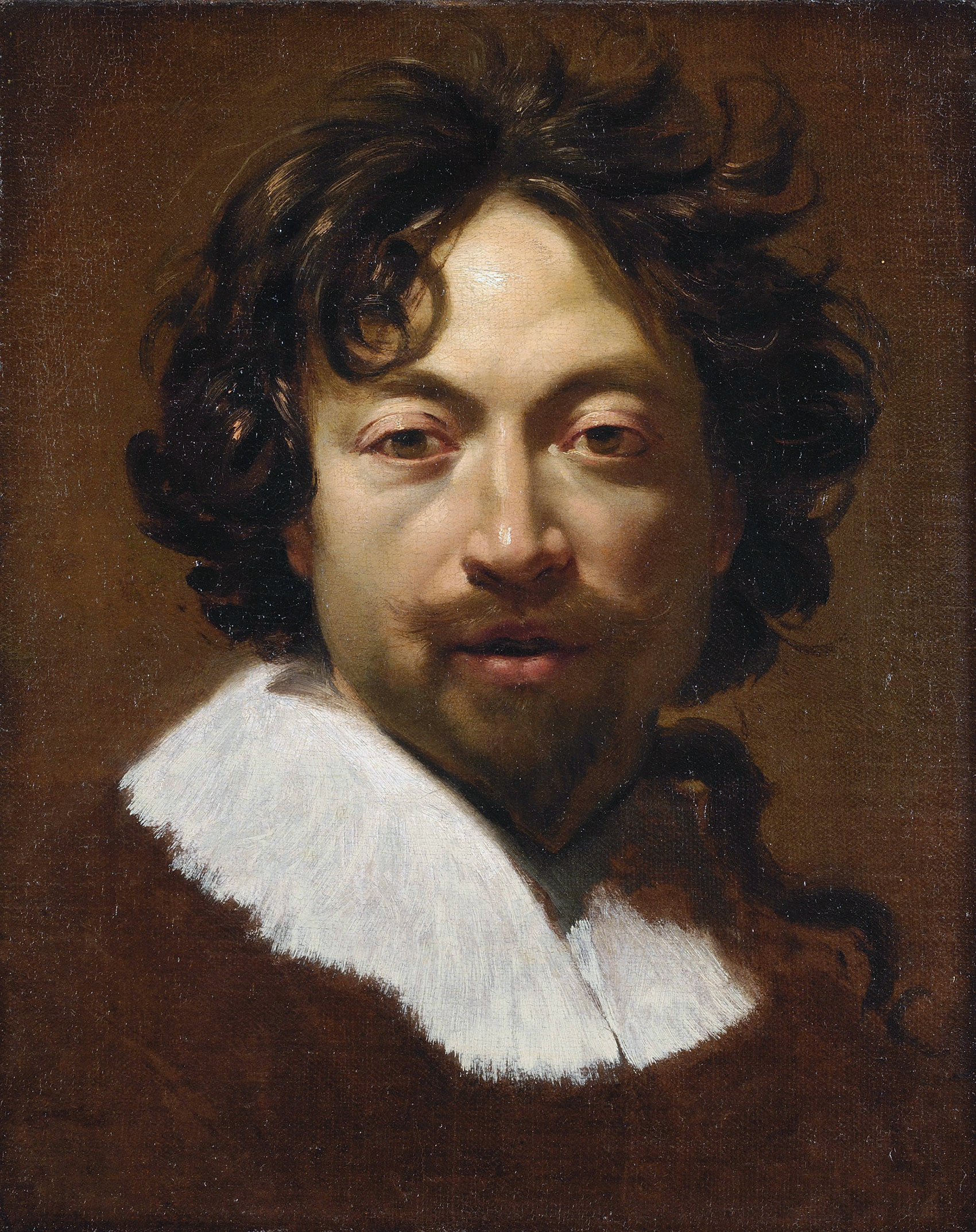
Simon Vouet: Selbstporträt (ca. 1626–27), Musée des Beaux-Arts (Lyon)

Simon Vouet (* 9. Januar 1590 vermutlich in Paris; † 30. Juni 1649 ebenda) war ein französischer Maler und Dekorateur des Barock.

## Leben
Seinen ersten Unterricht erhielt er bei seinem Vater Laurent Vouet. Reisen führten Simon schon in seiner Jugend nach England und 1611–12 im Gefolge des französischen Botschafters Monsieur de Harlay nach Konstantinopel, wo er nach nur einer einzigen Begegnung mit Sultan Ahmed I. dessen Porträt aus dem Gedächtnis gemalt haben soll.
Nach einem kurzen Aufenthalt in Venedig kam er gegen Ende 1613 nach Rom, wo er sich stilistisch zunächst den Caravaggisten anschloss, dabei aber auch Anregungen aus der Bologneser Schule annahm. Unterstützt wurde er spätestens ab 1618 durch eine Pension von 450 Livres von dem französischen König Ludwig XIII. Zu Vouets wichtigsten römischen Mäzenen gehörte Kardinal Maffeo Barberini, der 1623 als Urban VIII. Papst wurde.

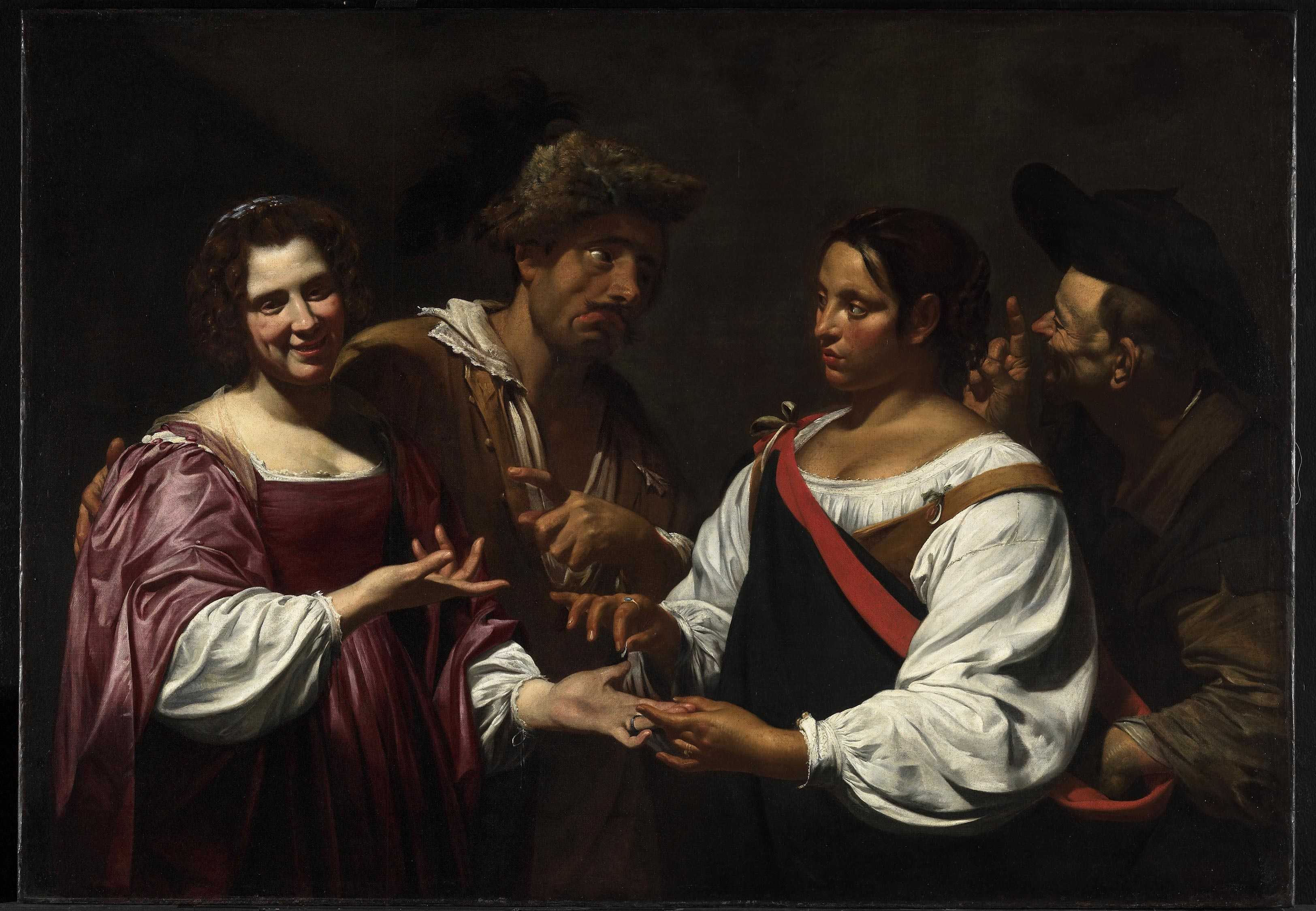
Die Wahrsagerin, um 1620, National Gallery of Canada, Ottawa

Bereits in Rom hatte Vouet Schüler und erlangte bald eine führende Rolle unter den französischen und französischsprachigen Malern, zu denen außer seinem Bruder Aubin Vouet u. a. Claude Vignon, Charles Mellin, Nicolas Poussin und Nicolas Tournier gehörten. Einen guten Kontakt hatte Vouet auch zu dem Kupferstecher Claude Mellan, der viele von Vouets Bildern durch seine Veröffentlichungen bekannt machte.
Nach einigen Jahren genoss Vouet einen so guten Ruf, dass er auch Aufträge von außerhalb Roms erhielt, so malte er 1620 für die Certosa di San Martino in Neapel eine Darstellung des Hl. Bruno, der die Regeln vom Jesuskind erhält. Ob sich Vouet persönlich nach Neapel begab, ist nicht bekannt oder erwiesen, aber eine Affinität zur neapolitanischen Malerei, die sich an einigen seiner Gemälde ablesen lässt, könnte auch durch einen Kontakt mit Massimo Stanzione zurückgehen, der wahrscheinlich gleichzeitig mit Vouet in der römischen Kirche San Lorenzo in Lucina arbeitete.
1621 reiste Vouet nach Genua, wo er Porträts für Don Paolo Orsini, den Herzog von Bracciano, und für Marc Antonio Doria malte. Das Altarbild der Kreuzigung für die Kirche Sant’Ambrogio sandte er von Rom aus nach Genua. Im November 1621 besuchte er Giulio Cesare Procaccini in dessen Werkstatt in Mailand.
1624 wurde ihm die Ehre zuteil, als erster Franzose zum Leiter („principe“) der Accademia di San Luca ernannt zu werden, als Nachfolger von Antiveduto Grammatica. Vouet war auch der erste französische Maler, der im Petersdom arbeitete, für den er 1626 ein großes Wandbild Anbetung des Kreuzes und der Symbole der Passion malte, das leider nicht erhalten ist.

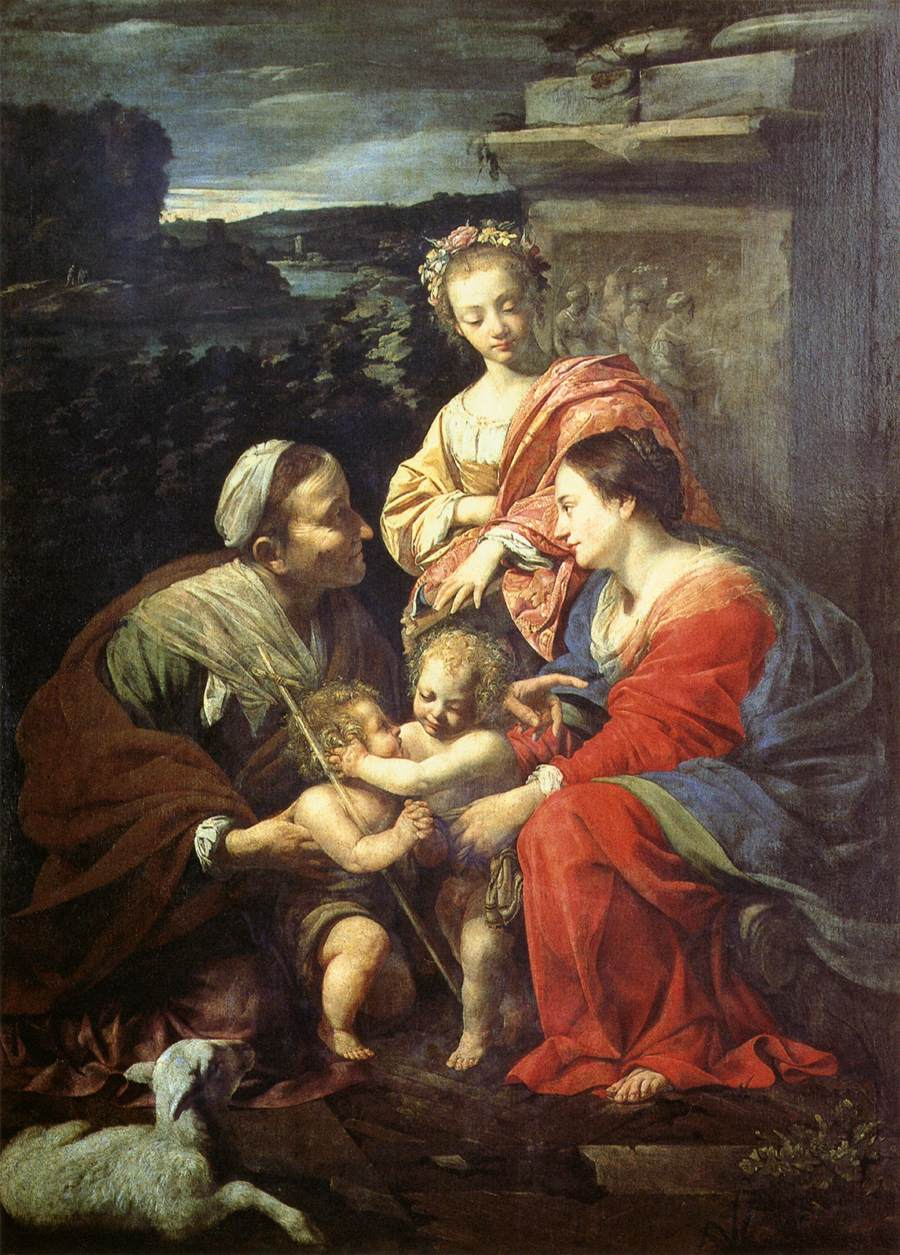
Heilige Familie mit den Hl. Elisabeth, Johannes d. Täufer und Katharina, um 1627–30, Prado, Madrid

Am 21. April 1626 heiratete er in Rom die Miniatur- und Pastellmalerin Virginia Vezzi (oder da Vezzi), die er im Jahr zuvor kennengelernt hatte, und die ihm am 9. März 1627 seine erste Tochter Francesca schenkt.
Da er inzwischen der berühmteste französische Maler der Zeit war, ließ ihn Ludwig XIII. nach Paris zurückberufen, wo Vouet nach einem Aufenthalt in Venedig am 25. November 1627 eintraf, zusammen mit seiner Familie und zwei Schülern.
Ludwig XIII. ernannte ihn zum „premier peintre du Roy“ („erster Maler des Königs“) und ließ sich persönlich von Vouet im Malen unterrichten, weil er selber Pastellporträts von seinen Höflingen anfertigen wollte. Vouet erhielt eine Wohnung im Louvre und war von nun an verantwortlich für die Dekoration der königlichen Schlösser: den Louvre, das Neue Schloss von Saint-Germain-en-Laye und das Palais du Luxembourg. Um dieses Pensum und die zahlreichen Aufträge aus dem Adel bewältigen zu können, gründete er eine große Werkstatt, aus der in der Folge zahlreiche Schüler und bedeutende Künstler hervorgingen, u. a. Eustache Le Sueur, Pierre Mignard, Charles Le Brun, Michel Corneille d. Ä., der Gartenarchitekt André Le Nôtre, sowie Vouets Schwiegersöhne Michel Dorigny und François Tortebat.
Simon Vouet malte zahlreiche Gemälde für Kirchen und Palais’ in Paris. Er schuf Hochaltäre in einem italienisierenden Stil für die Kirchen Saint-Nicolas-des-Champs, Saint-Eustache  (um 1635), und Saint-Paul-Saint-Louis (ca. 1640). Diese Altäre gehörten damals zu den schönsten von Paris, aber nur der erstgenannte ist noch original und vor Ort erhalten, die Gemälde der beiden anderen befinden sich heute verstreut in verschiedenen Museen (u. a. im Louvre, Paris).

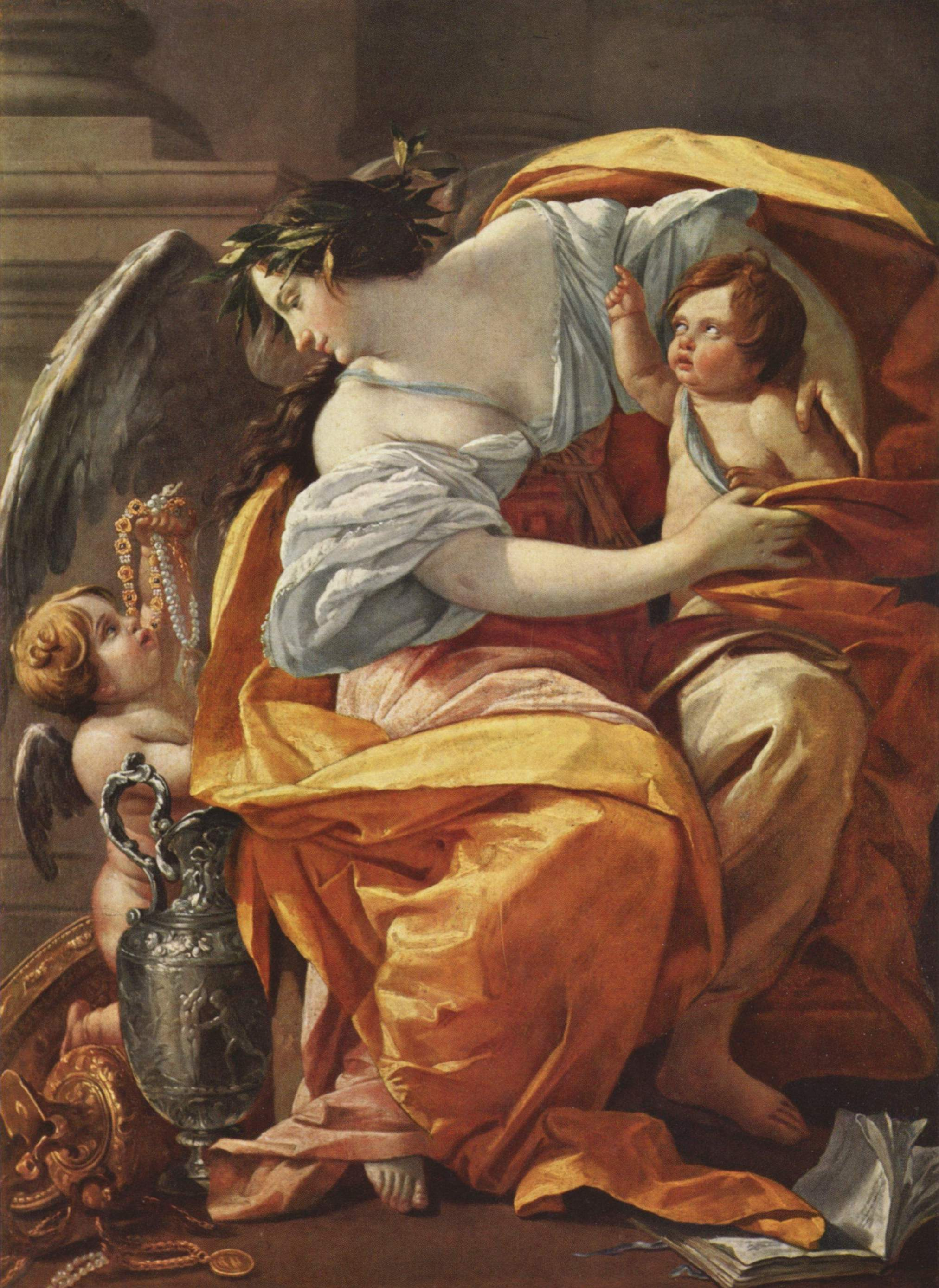
Simon Vouet: Allegorie des Reichtums, ca. 1635–40, Louvre, Paris

1632 dekorierte er für Kardinal Richelieu die Galerie und die Kapelle des (heutigen) Palais Royal und die Kapelle in dessen Schloss in Rueil-Malmaison. Weitere große Dekorationen schuf Vouet im Hôtel de Séguier, für den Marschall d’Effiat in Schloss Chilly, und in den Schlössern des Präsidenten Fourcy und des Finanzministers Claude de Bullion. Tragischerweise sind die meisten dieser Dekorationen Vouets in ihrer Originalgestalt nicht mehr erhalten, Bruchstücke befinden sich heute in verschiedenen Museen, wie seine berühmte Allegorie des Reichtums, und die Allegorien der Tugend und der Caritas im Louvre (Paris), deren oft vermuteter Ursprung aus dem Schloss von Saint-Germain-en-Laye nicht bewiesen ist. Neben Gemälden schuf er auch Entwürfe für Gobelins, darunter die Auffindung Moses im Louvre.
Vouets dominierende Position als führender Künstler der französischen Hauptstadt wurde erst in Frage gestellt, als der Klassizist Nicolas Poussin Ende 1640 auf Wunsch des Königs von Rom nach Paris kam und anstelle von Vouet zum „premier peintre“ ernannt wurde. Verständlicherweise fühlte sich Vouet durch diese Zurücksetzung gekränkt und schlug sich auf die Seite von Poussins Gegnern, einer Partei von Künstlern und Anhängern von Rubens. Poussin hatte aber wahrscheinlich nie beabsichtigt dauerhaft in Paris zu bleiben, und weder Interesse noch Talent für große Dekorations-Aufträge oder für Streitereien, und kehrte Ende September 1642 nach Rom zurück. Danach war das Feld wieder frei.
Simon Vouet starb am 30. Juni 1649 und wurde in der Kirche Saint-Jean-en-Grève in Paris begraben (Kirche und Grab sind nicht erhalten).

## Würdigung

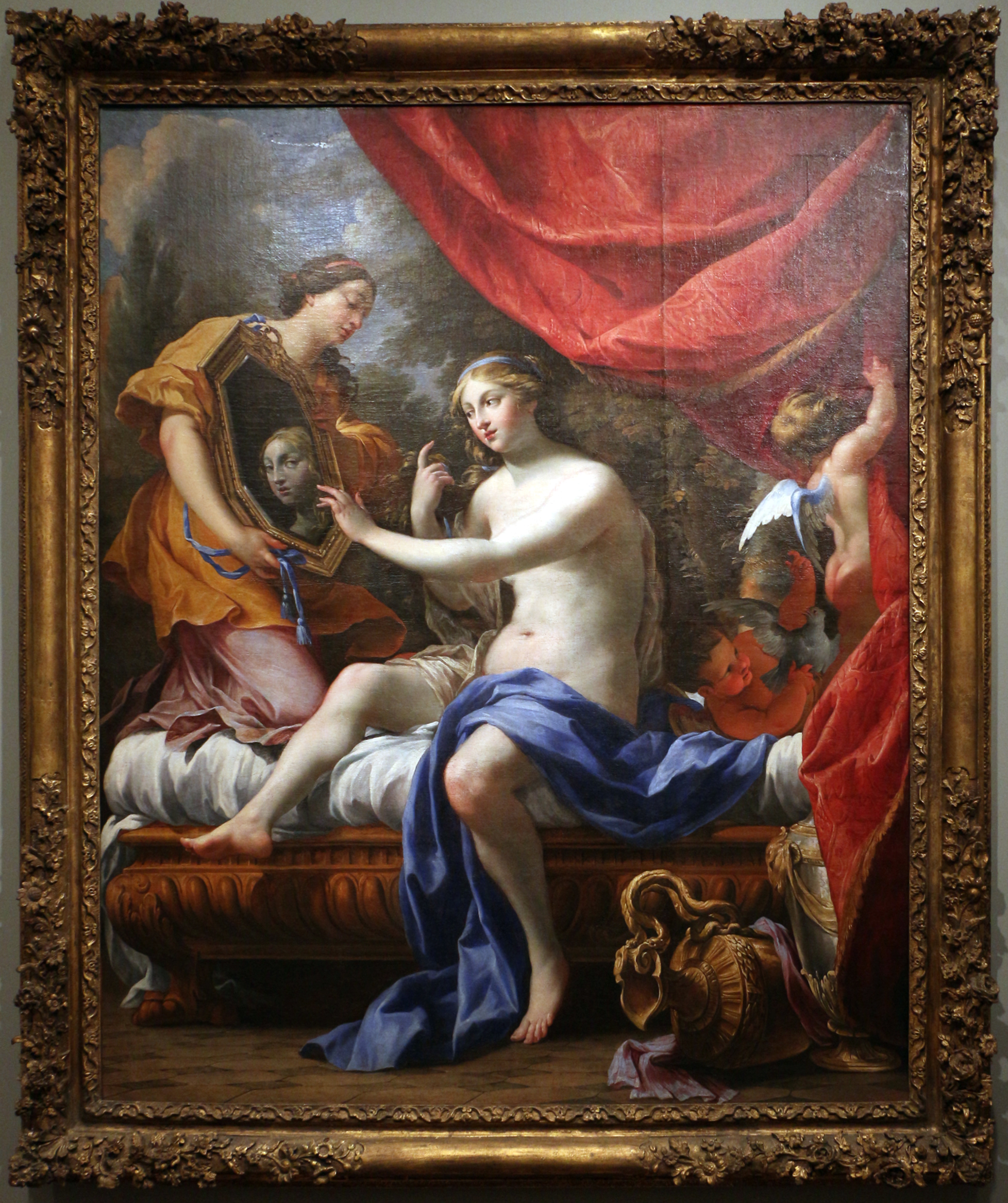
Toilette der Venus, 1630er Jahre, Cincinnati Art Museum

Simon Vouet war einer der ersten französischen Maler, die zu einem längeren Aufenthalt nach Italien gingen und dort eine gründliche malerische Ausbildung erhielten. Seine stilistische Entwicklung ist extrem weit gespannt und reicht vom Tenebrismus der Caravaggisten in seinem italienischen Frühwerk bis hin zu einem klassizistischen Spätstil. Schon in Rom verband er sein Chiaroscuro mit den eleganten Formen von Malern wie Guido Reni, Domenichino, Lanfranco und auch von Massimo Stanzione. In den 1620er Jahren hellte sich Vouets Palette nach und nach auf und wurde farblich differenzierter und feiner.
In Frankreich führte er entscheidende Neuerungen im Stil eines italienisierenden Barock ein und spielte eine zentrale Vorreiterrolle für den klassizistisch beeinflussten eleganten französischen Geschmack in der Kunst, die seinem Schüler Charles Le Brun den Weg ebnete. Simon Vouet gilt als eigentlicher Begründer der französischen Malerei im Sinne der barocken Klassik. Seine Kunst erreichte in den Jahren zwischen 1625 und 1640 ihren Höhepunkt. Stilistisch legte er den schattigen Tenebrismus nun fast ganz ab – mit Ausnahmen wie der Grablegung Christi (Musée André Malraux, Le Havre) – und entfaltete eine dekorative und dabei reich bewegte barocke Eleganz von leuchtender und chromatisch differenzierter Farbenpracht. Manche Autoren sehen einen verstärkten Einfluss durch Veronese. In seinem Spätwerk, wie z. B. in der Darbringung im Tempel des Louvre, wurde Vouet immer klassizistischer, seine Farbpalette zurückhaltender und kühler. Auch scheint die Beteiligung der Werkstatt in der Spätzeit stärker zu werden und zuweilen die Qualität zu beeinträchtigen.

## Bildergalerie

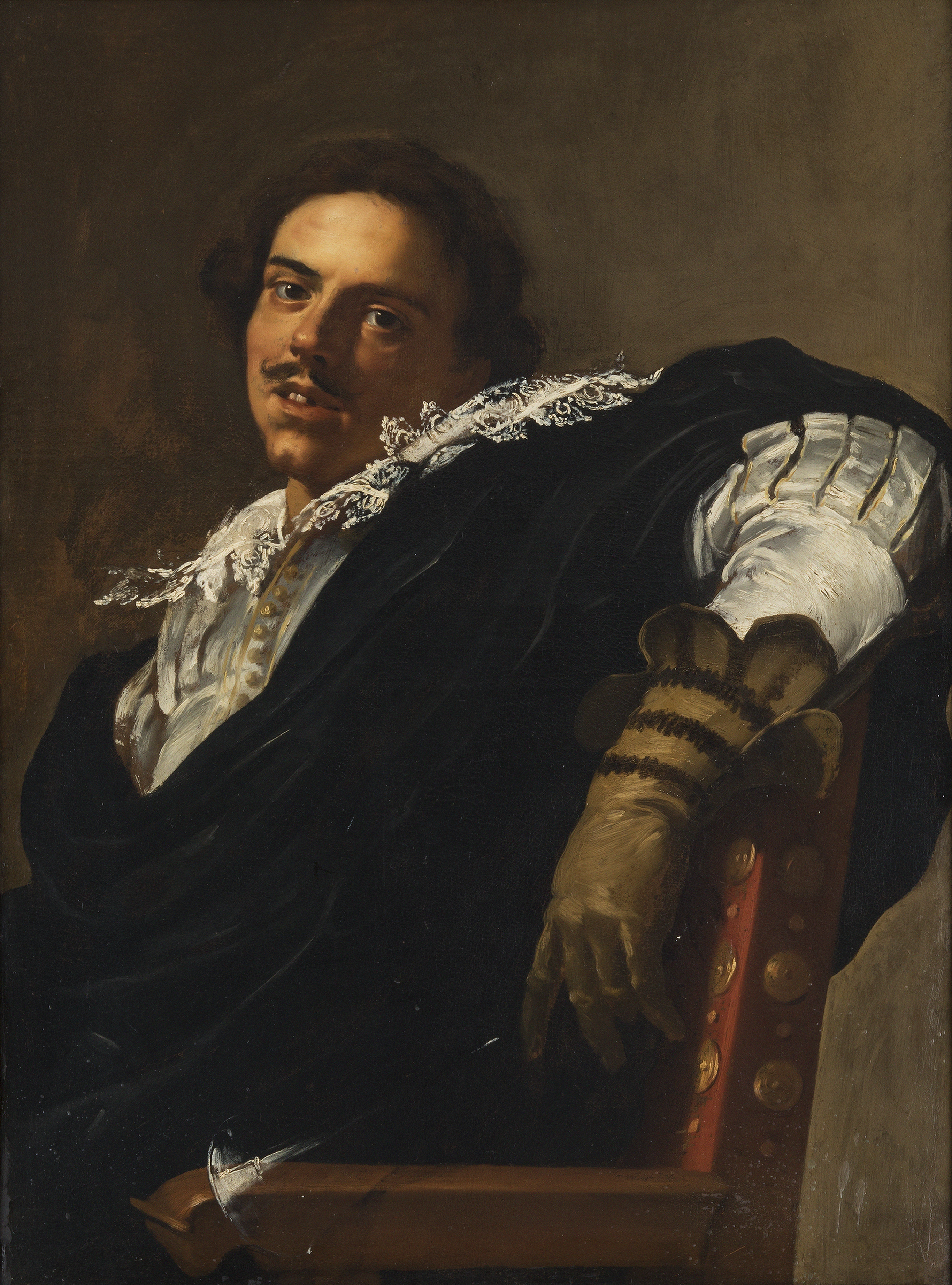
Porträt eines betrunkenen Mannes, Blanton Museum of Art (University of Texas), Austin
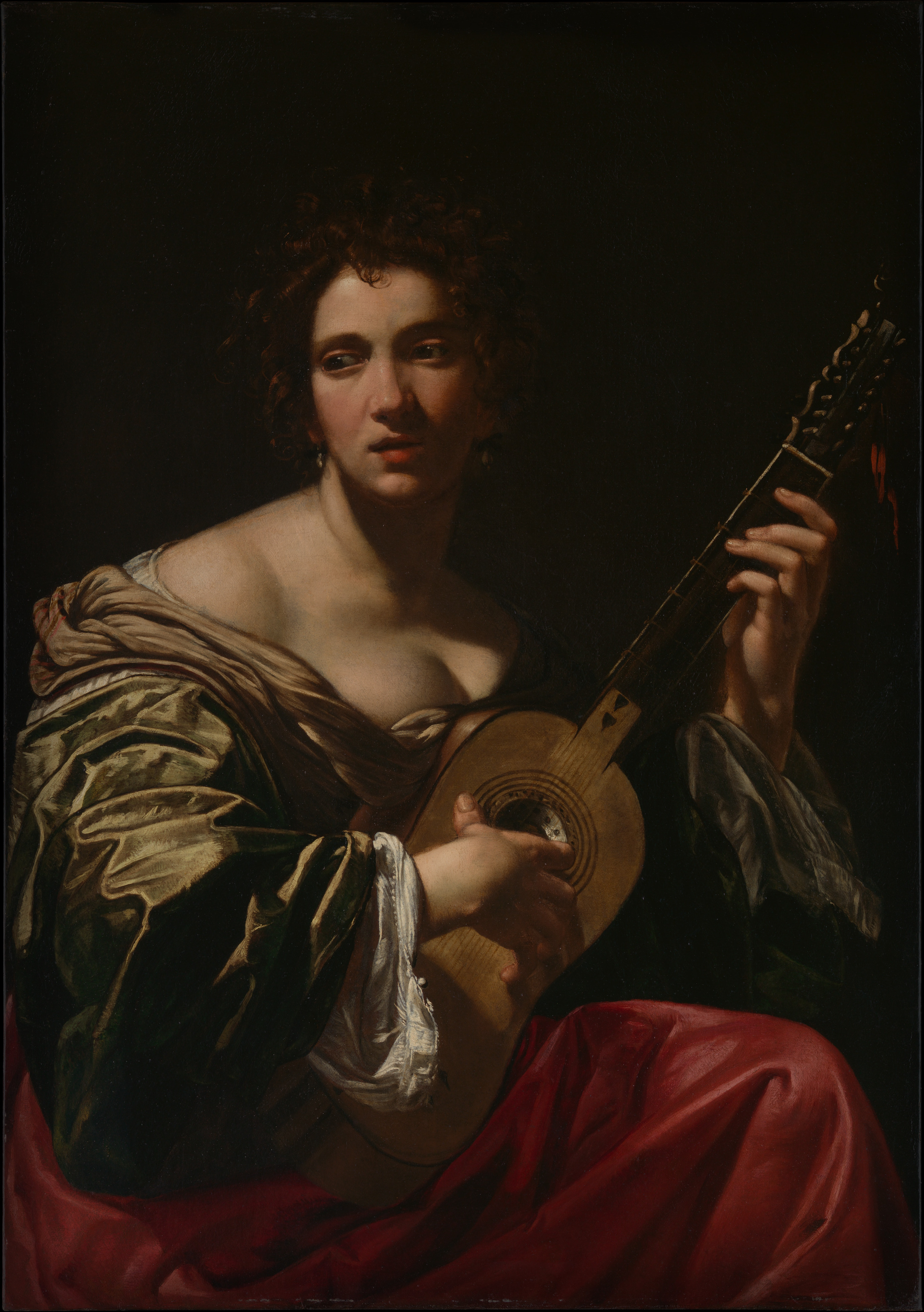
Sängerin mit Gitarre, ca. 1618, Metropolitan Museum, New York
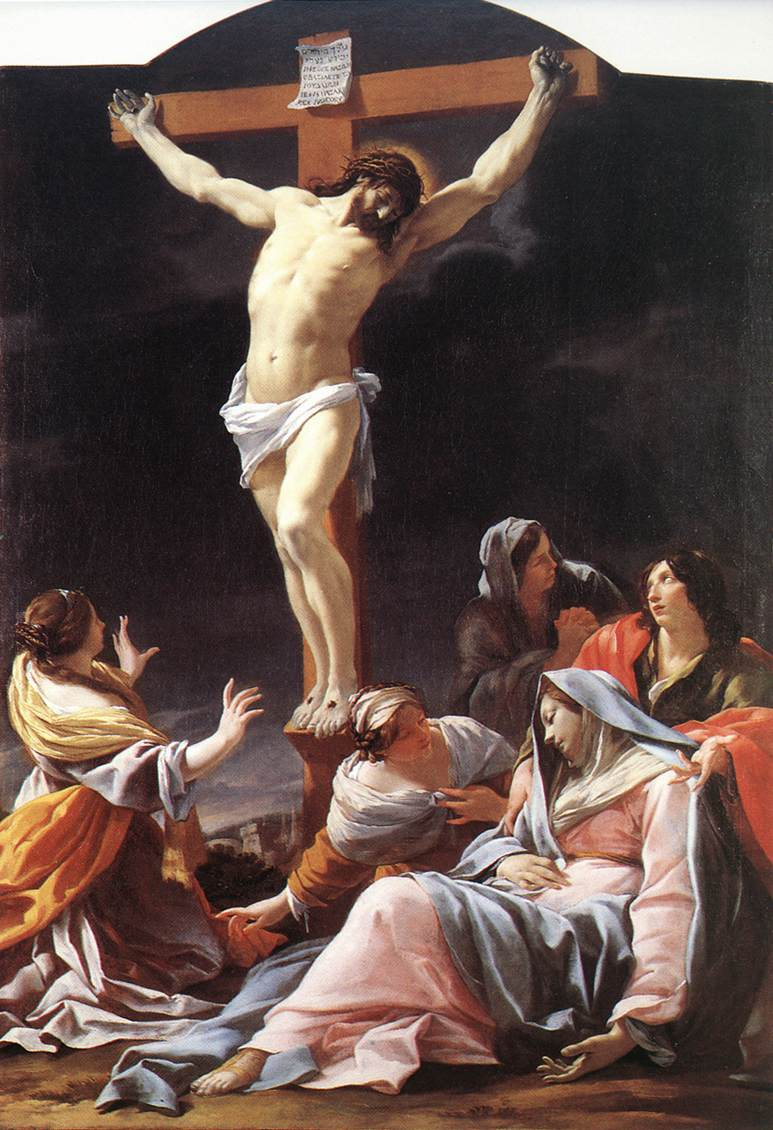
Die Kreuzigung, Musée des Beaux-Arts, Lyon
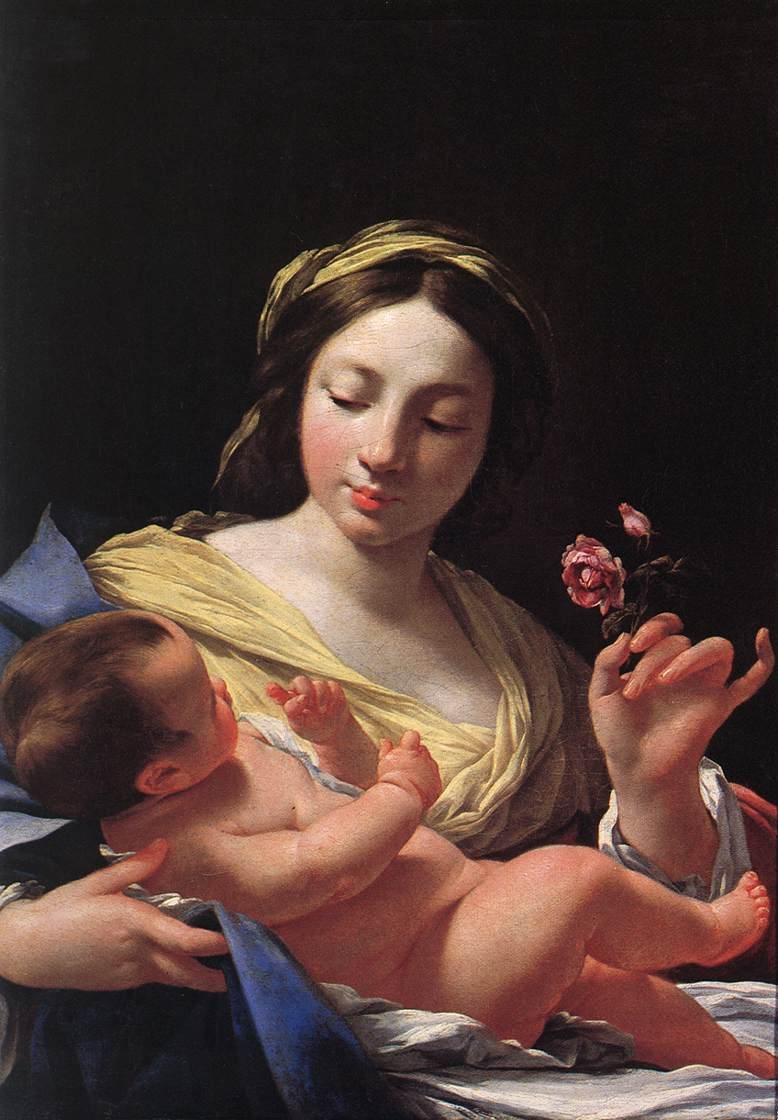
Madonna mit der Rose, Musée des Beaux-Arts, Marseille
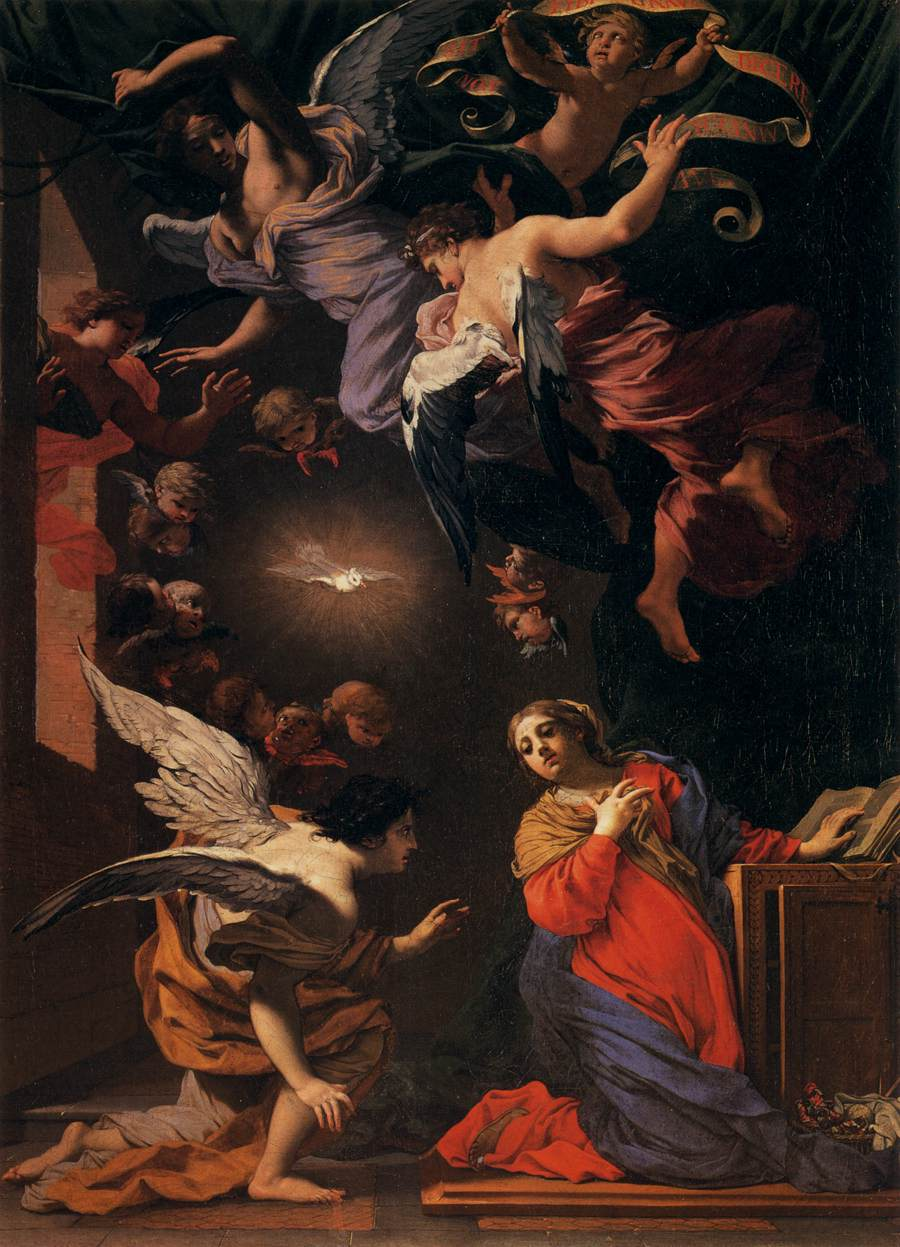
Verkündigung, um 1625, Uffizien, Florenz
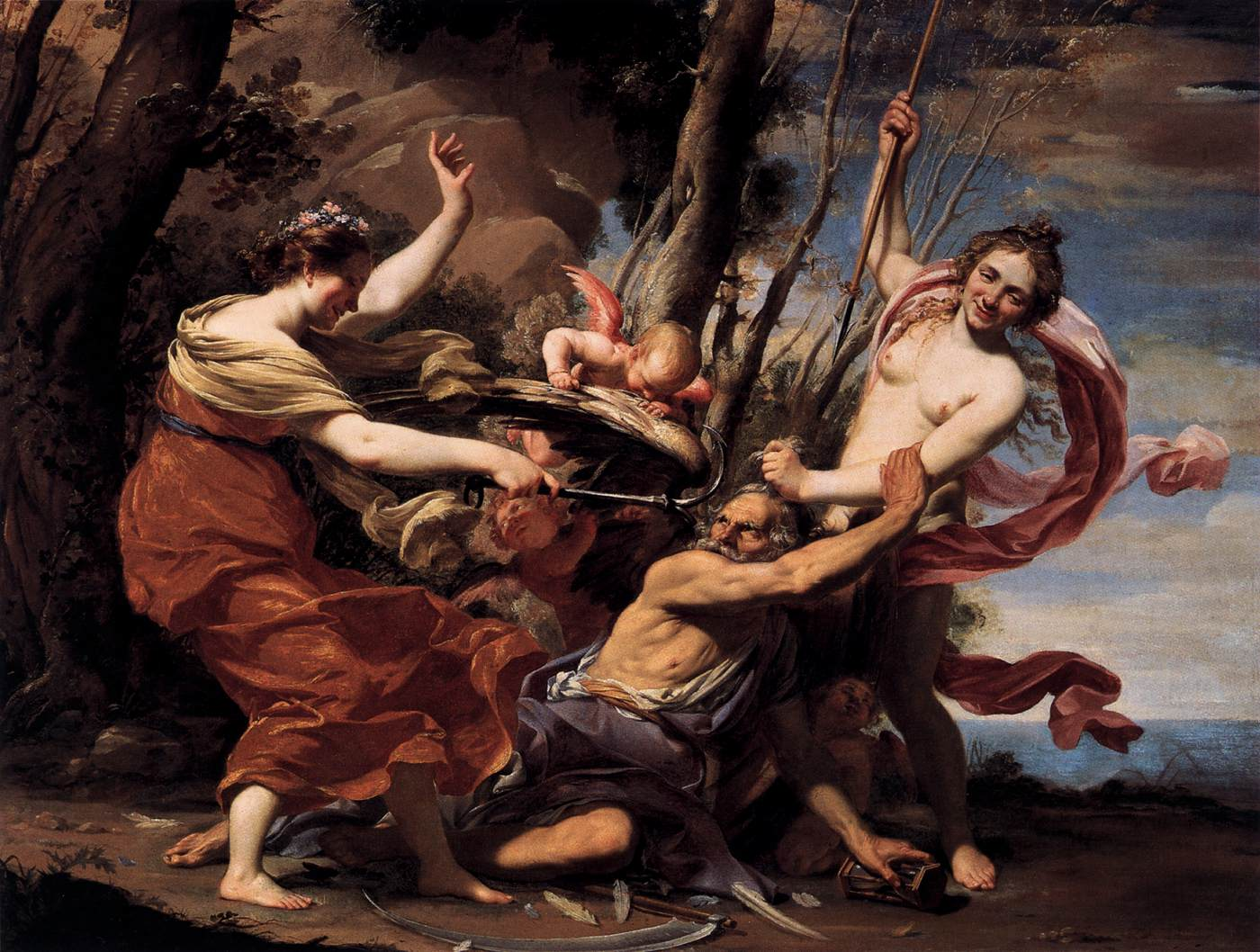
Die Zeit (Saturn) besiegt von Hoffnung, Liebe und Schönheit, ca. 1627, Prado, Madrid
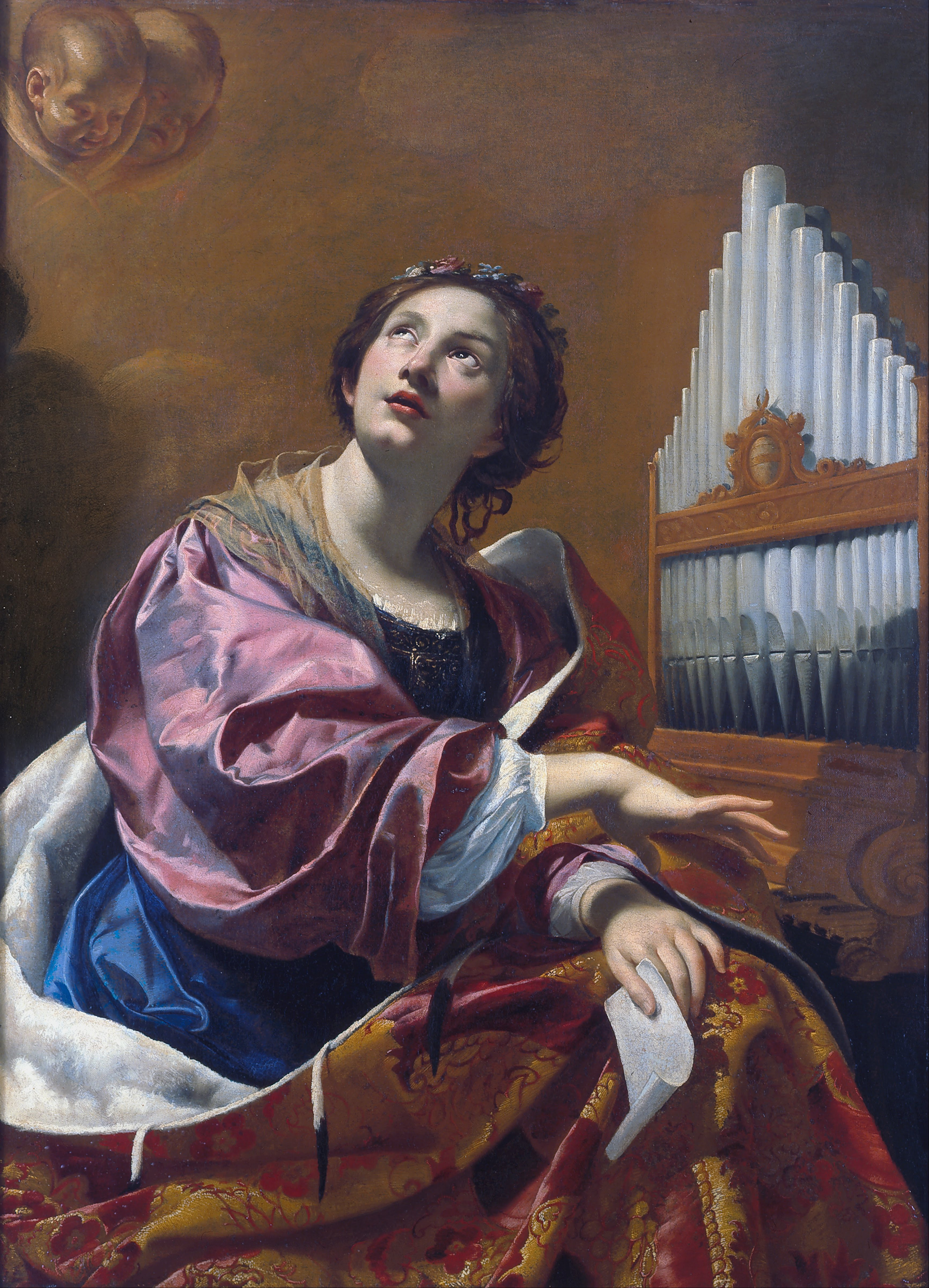
Hl. Caecilia, 1625–27, Blanton Museum of Art, Austin
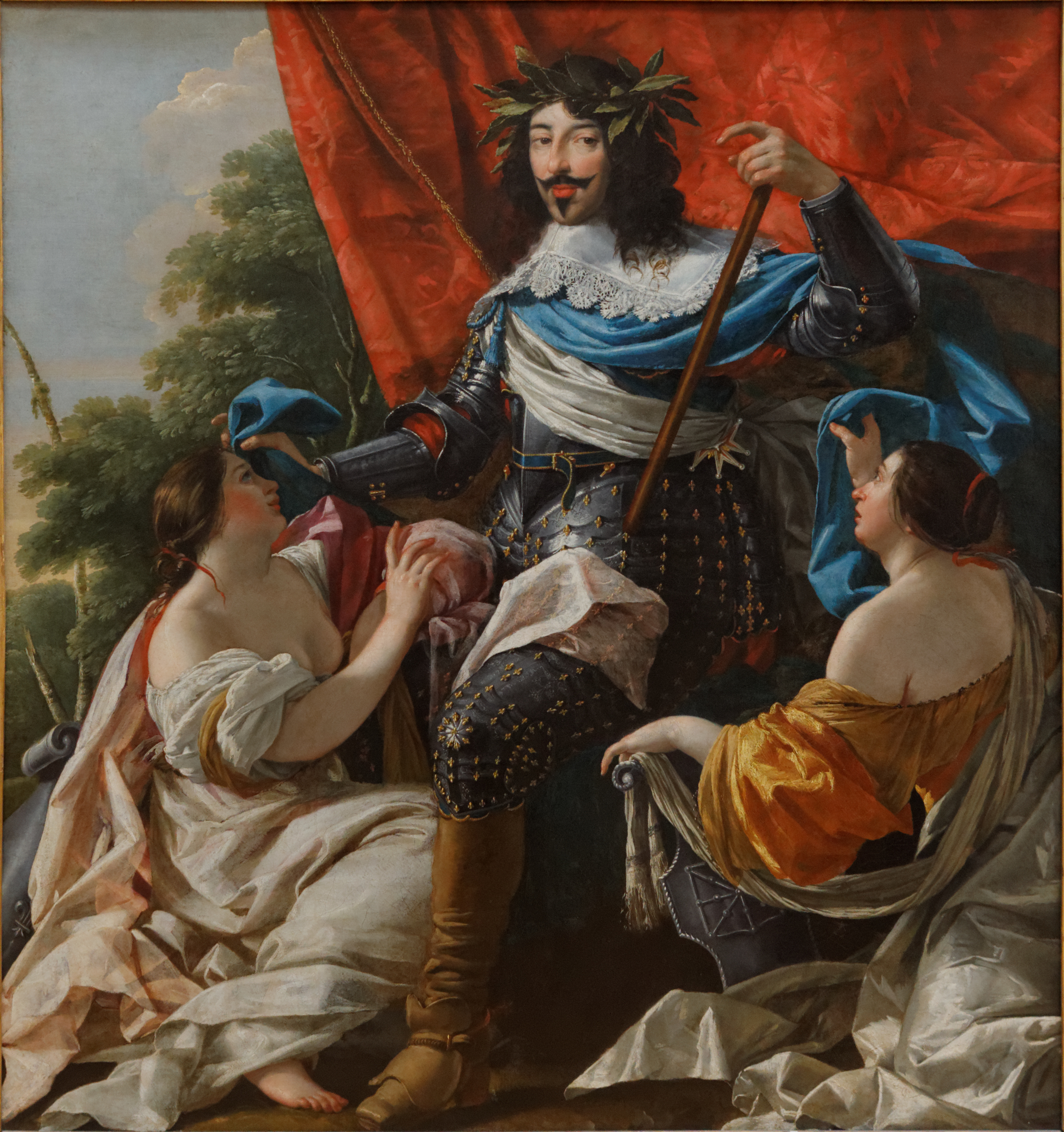
Ludwig XIII., Louvre, Paris
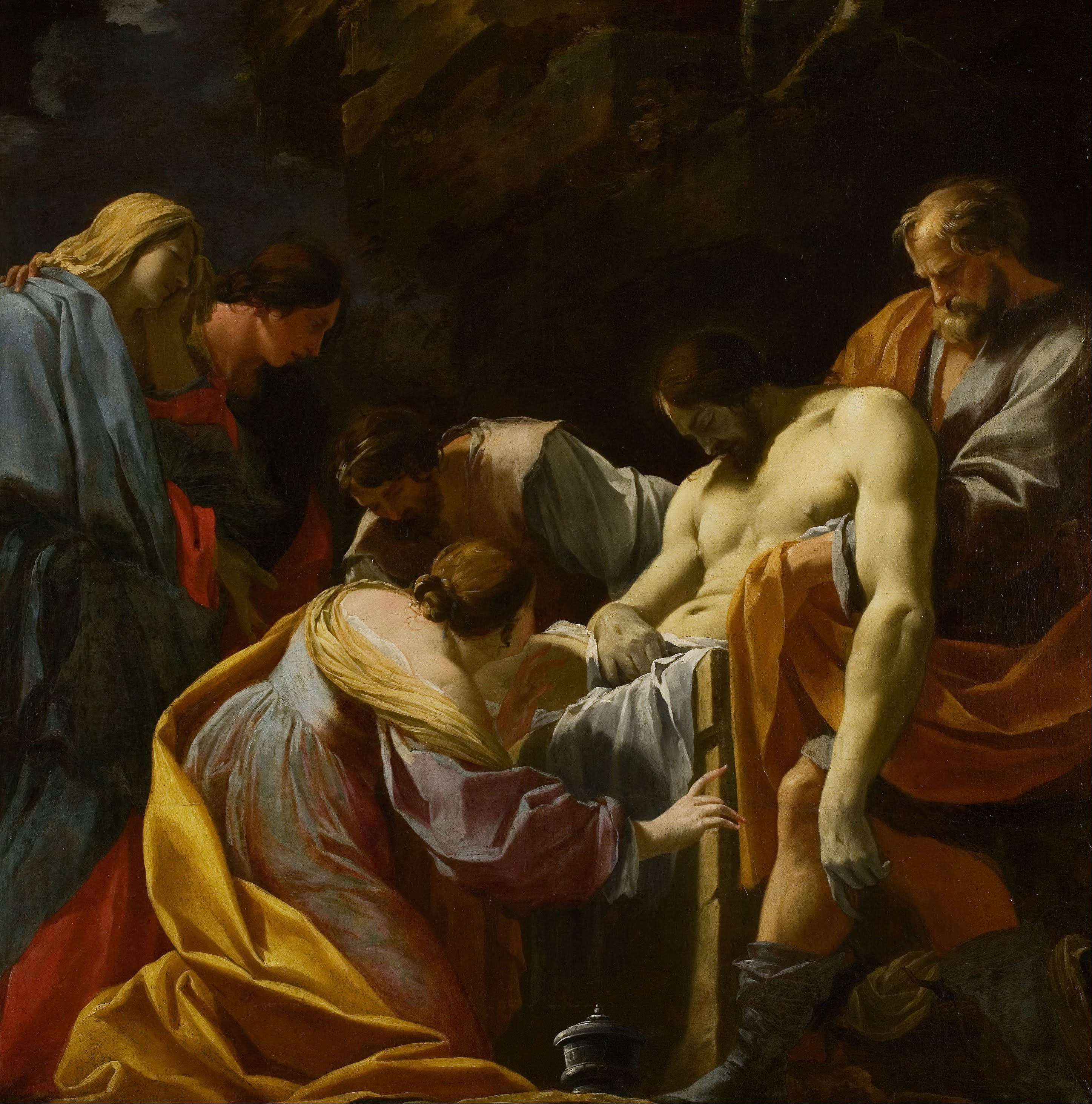
Grablegung Christi, ca. 1636 (?), Musée d'art moderne André Malraux, Le Havre
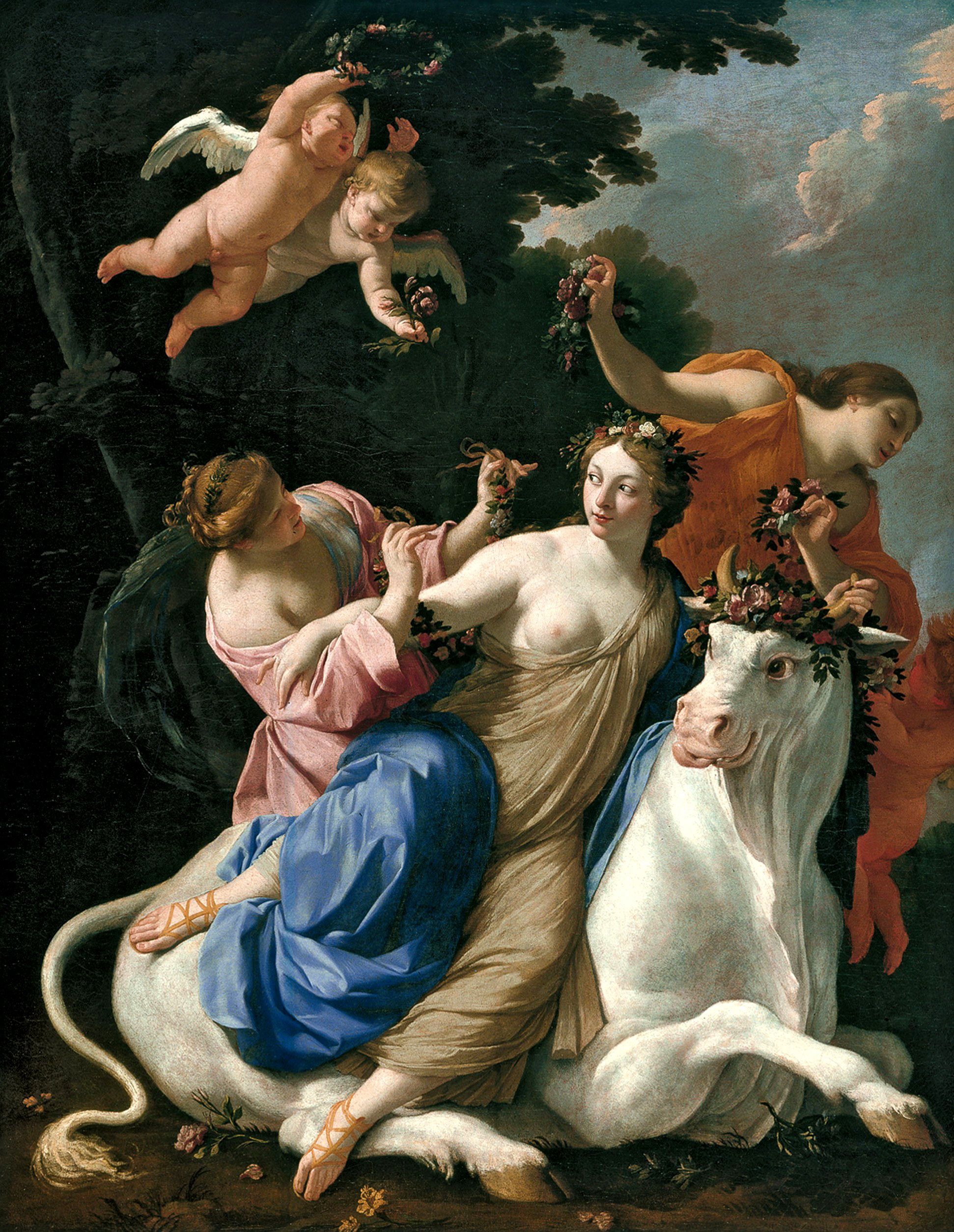
Raub der Europa, um 1640, Museo Thyssen-Bornemisza, Madrid
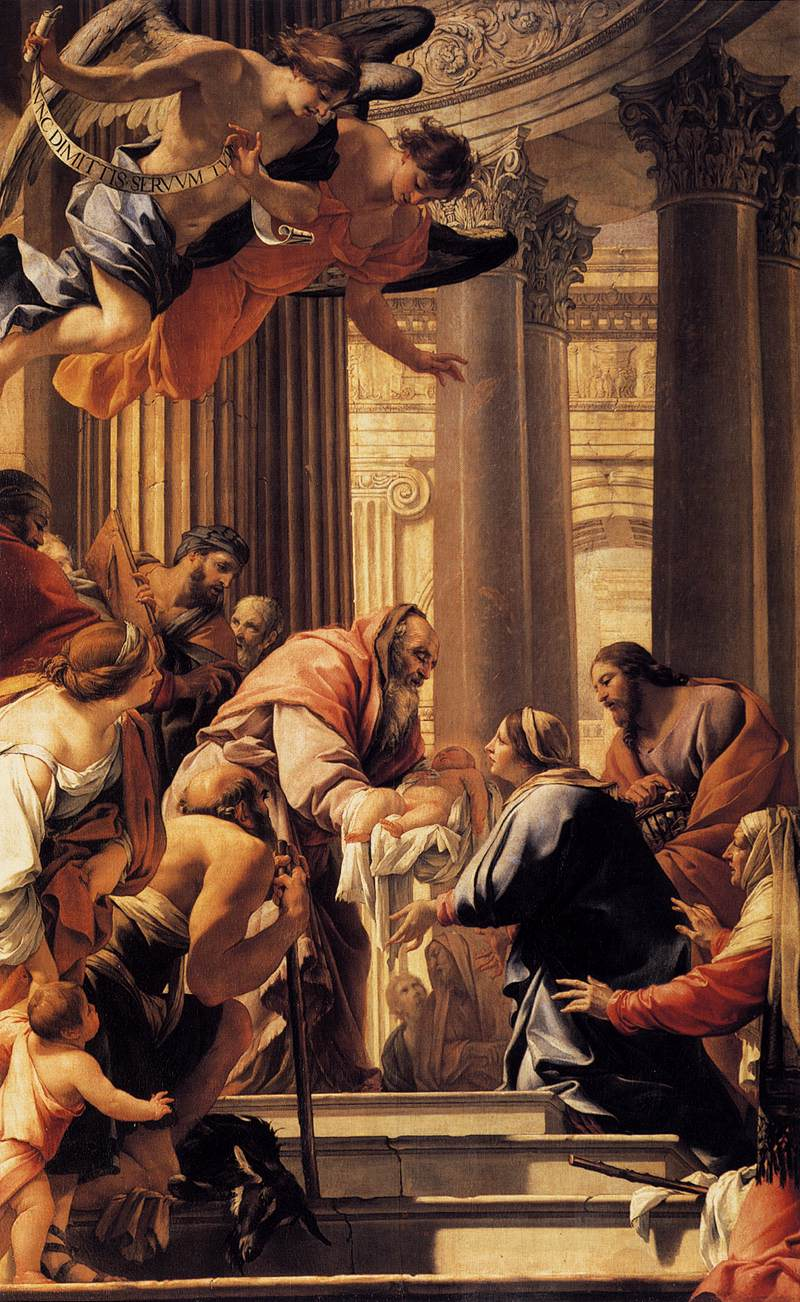
Darbringung im Tempel, 1640–41, Louvre, Paris
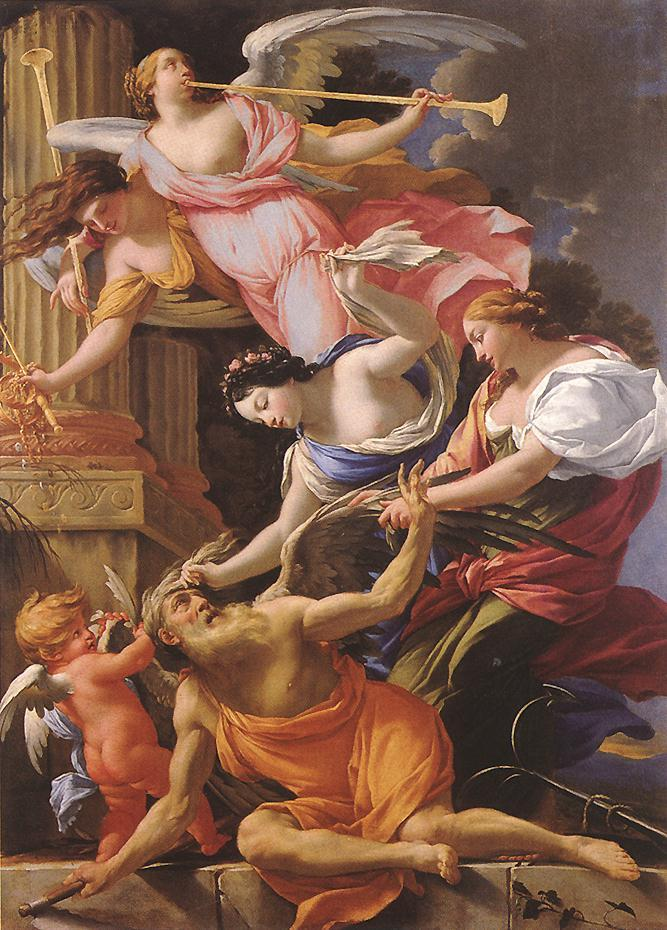
Die Zeit (Saturn) besiegt von Liebe, Schönheit und Hoffnung, um 1645, Musée du Berry, Bourges

## Werke
(Auswahl)
- Allegorie der menschlichen Seele, vor 1624, Leinwand, 179 × 144 cm.
- Engel tragen die Instrumente der Passion, 1626, Leinwand, 131 × 77 cm, Musée des beaux-arts de Besançon
- Allegorie des Sieges, um 1630, Leinwand, 243 × 115 cm.
- Amor und Psyche, Leinwand, 112 × 165 cm.
- Bildnis eines »Bravo«, Leinwand, 74 × 58 cm.
- Bildnis eines Mannes, Leinwand, 88 × 74 cm.
- Darbringung im Tempel, Leinwand, 393 × 250 cm.
- Die Apostel am Grabe Mariä, 1629, Leinwand, 300 × 260 cm.
- Die Ohnmacht der Hl. Maria Magdalena, Leinwand, 100 × 80 cm.
- Einkleidung des Hl. Franziskus, 1622–24, Leinwand, 185 × 252 cm
- Allegorische Darstellung der Anna von Österreich als Minerva, um 1643, (Eremitage, Sankt Petersburg)